# كهل سفلي (شاهين دج)
کهل سفلي هي قرية في مقاطعة شاهين دج، إيران. عدد سكان هذه القرية هو 96 في سنة 2006.